# علیرضا مجلل
علیرضا مجلّل بازیگر ایرانی زاده ۱۳۲۷ رشت است. او هم‌اکنون در سوئد زندگی می‌کند.

## تئاتر
مجلل در تئاترهای گوناگونی ایفای نقش کرده و آثاری را هم کارگردانی کرده است. او همچنین در برهه‌ای در اوایل انقلاب رئیس تئاتر شهر بود که از جمله تئاترهای اجرا شده در زمان او می‌توان به پاتریس لومومبا اثر هوشنگ توکلی و ایستگاه برزخ اثر حسین نوری اشاره کرد.

## فیلم شناسی

### سینما
1. تفنگ‌های سحرگاه (بهروز افخمی) (۱۳۶۷)
2. شاید وقتی دیگر (بهرام بیضایی) ( ۱۳۶۶)

### تلویزیون
| سال       | نام                          | سمت                 | کارگردان                    | توضیحات                                            |
| --------- | ---------------------------- | ------------------- | --------------------------- | -------------------------------------------------- |
| ۱۳۶۳-۱۳۶۶ | کوچک جنگلی                   | بازیگر              | بهروز افخمی                 | در نقش «کوچک جنگلی»                                |
| ۱۳۶۳      | تله‌فیلم «مادر»               | بازیگر              | فتحعلی اویسی                | شبکه ۱ نویسنده: نادر ابراهیمی                      |
| ۱۳۶۳      | سربداران                     | بازیگر              | محمدعلی نجفی                |                                                    |
| ۱۳۶۳      | تله تئاتر «اسکندر شاه مغلوب» | بازیگر              | داوود میرباقری              | کارگردان تلویزیونی: «امیر آقامیری»                 |
| ۱۳۶۰-۱۳۶۳ | افسانه سلطان و شبان          | بازیگر و مدیر تولید | داریوش فرهنگ                | در نقش «مقام لشکری»                                |
| ۱۳۶۲      | تله‌تئاتر «ماه‌پنهان است»      | بازیگر              | خسرو شایسته                 | کارگردان تلویزیونی: «مسعود فروتن»                  |
| ۱۳۶۱      | همشهری                       | بازیگر و تهیه‌کننده  | جهانگیر الماسی سیاوش طهمورث | کارگردانان تلویزیونی: «مسعود فروتن» و «حسین فردرو» |
| ۱۳۵۶      | لحظه                         | بازیگر              | محمد صالح علا               | در ۱۲۰ قسمت تهیه و پخش شد.                         |